# Mark Proctor
Mark Proctor (ur. 30 stycznia 1961 w Middlesbrough) – angielski piłkarz, a potem trener piłkarski.

## Kariera piłkarska
Profesjonalną piłkarską karierę rozpoczął w roku 1978, w klubie Middlesbrough F.C. W 1981 został sprzedany za 440 000 funtów do Nottingham Forest F.C., a w 1983 do Sunderland A.F.C. za 115 000 funtów. W 1987 przeszedł do Sheffield Wednesday F.C. za 275 000 funtów. Grał jeszcze w Middlesbrough F.C., Tranmere Rovers F.C. W 1996 kupił go South Shields F.C. Karierę skończył w 1998 w klubie Hartlepool United F.C.
W Division One i Premier League rozegrał łącznie 316 spotkań i zdobył 25 bramek.